# Adrian Mung’andu
Adrian Mung’andu (* 1920 in Kasisi, Lusaka, Sambia; † 25. Juni 2007 in Lusaka, Sambia) war Erzbischof des Erzbistums Lusaka von 1984 bis 1996.

## Leben
Mung’andu besuchte die Grundschule in Kasisi, Lusaka, und die weiterführende Schule „Canisius Secondary School“ in Chikuni in Südprovinz. Dort wurde er als Lehrer ausgebildet, machte einen Abschluss in Sozialwissenschaften und einen Pastoralkurs in London sowie in Kansas City.
1943 trat er in das Priesterseminar St. Dominic’s Secondary in Chishawasha in Simbabwe ein. 1950 empfing er die Priesterweihe. In den 1950er Jahren und den frühen 1960er Jahren war Mung’andu als Seelsorger und Leiter der Kasisi Boys School tätig. 1963 wurde er Generalvikar von Lusaka, 1969 wurde er Seelsorger in Livingstone.
Papst Paul VI. ernannte ihn 1975 in Nachfolge von Timothy Phelim O’Shea zum Bischof von Livingstone; er empfing am 9. Februar 1975 die Bischofsweihe von Erzbischof Luciano Angeloni. 1984 wurde er von Johannes Paul II. zum Erzbischof von Lusaka und Nachfolger von Emmanuel Milingo ernannt. 1996 wurde sein Rücktrittsgesuch aus Altersgründen angenommen.
Erzbischof Mung’andu war in seinem Bistum vor allem wegen seines Glaubens, seiner pastoralen Fähigkeiten und seine Bildung beliebt. Er sprach fünf sambische Sprachen.
Er starb im Mina Medical Centre in Lusaka.